# Samra Habib
Pour les articles homonymes, voir Habib.
Samra Habib est une personne canadienne d'origine pakistanaise ayant travaillé sur des projets d'écriture et de photographie et militant pour les droits des personnes LGBT musulmanes.

## Biographie
Samra Habib naît au Pakistan de parents Ahmadis, qui fuient les persécutions religieuses et s'installent au Canada en 1991. Habib grandit à Toronto et subit un mariage arrangé pendant l'adolescence, avant de faire son coming-out de personne LGBT.
En 2014, Samra Habib lance le projet de photographie Just Me and Allah, qui documente la vie de personnes musulmanes LGBTQ.
En 2019, Habib publie We Have Always Been Here, son autobiographie, chez Penguin Random House Canada. Le livre remporte l'édition 2020 de Canada Reads et le prix Literary Lambda de la meilleure biographie lesbienne lors des 32e prix Lambda Literary.